# 拉瓦罗内
拉瓦罗内（義大利語：Lavarone），是意大利特伦托自治省的一个市镇。总面积26平方公里，人口1110人，人口密度42.7人/平方公里（2009年）。ISTAT代码为022102。